# ماشین کوبنده
ماشین کوبنده (به انگلیسی: The Smashing Machine) یک فیلم درام، ورزشی و زندگی‌نامه‌ای آمریکایی محصول سال ۲۰۲۵ به نویسندگی، کارگردانی، تهیه‌کنندگی و تدوین مشترک بنی سفدی است. دواین جانسون در نقش مارک کر کشتی‌گیر سابق و مبارز هنرهای رزمی ترکیبی، در کنار امیلی بلانت در نقش داون استیپلز، همسر وقت مارک کر، بازی می‌کند، در حال حاضر قرار است این فیلم توسط ای۲۴ در تاریخ ۳ اکتبر ۲۰۲۵ در ایالات متحده منتشر شود. اولین تریلر این فیلم در ۲۹ آوریل ۲۰۲۵ منتشر شد.

## ساخت
فیلمبرداری از ۲۱ مه تا ۷ اوت ۲۰۲۴، در مکان‌هایی مانند نیومکزیکو، توکیو و ونکوور اجرا شد. بعداً در همان ماه، جانسون توییت کرد که نوازنده بلژیکی نالا سینفرو آهنگ را خواهد ساخت.